# Gräddbukig trast
Gräddbukig trast (Turdus amaurochalinus) är en fågel i familjen trastar inom ordningen tättingar.

## Utseende och läte
Gräddbukig trast är en brunaktig trast. Kännetecknande är tydlig kontrast mellan gul näbb och olivbrun rygg, ljus undersida och ljus streckad strupe. Ungfågeln är fläckad undertill. Sången är mindre komplex och kortare än hos rostbukig trast.

## Utbredning och systematik
Fågeln förekommer från östra Peru till centrala Argentina, Paraguay, Uruguay och Brasilien. Den behandlas som monotypisk, det vill säga att den inte delas in i några underarter.

## Levnadssätt
Gräddbukig trast är en vanlig fågel i en rad miljöer som skogsbryn, öppen skog, savann, plantage, stadsparker och trädgårdar. Den är mest trädlevande men kan också ses på marken.

## Status och hot
Arten har ett stort utbredningsområde, men tros minska i antal, dock inte tillräckligt kraftigt för att den ska betraktas som hotad. Internationella naturvårdsunionen IUCN listar arten som livskraftig (LC).

## Bilder

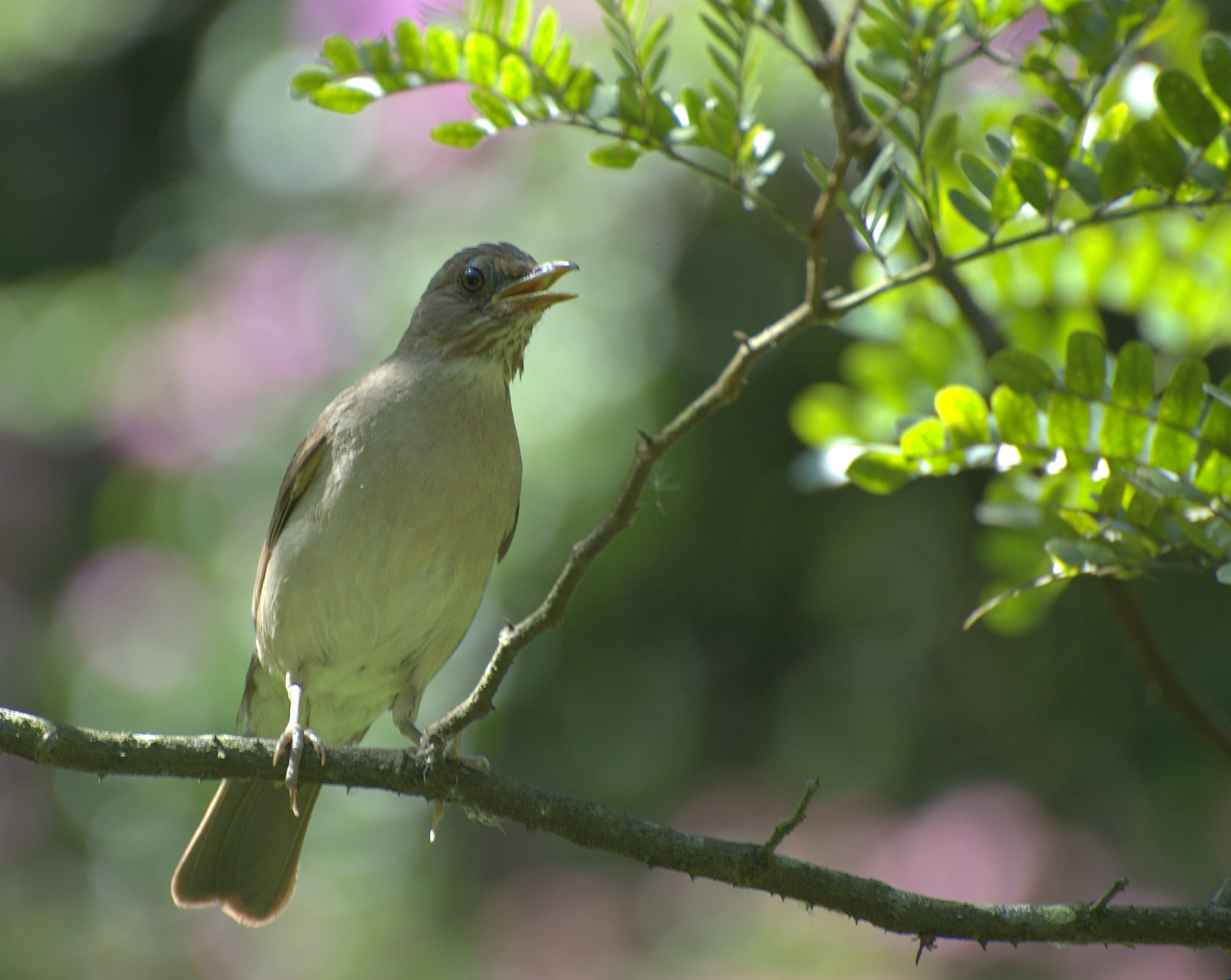
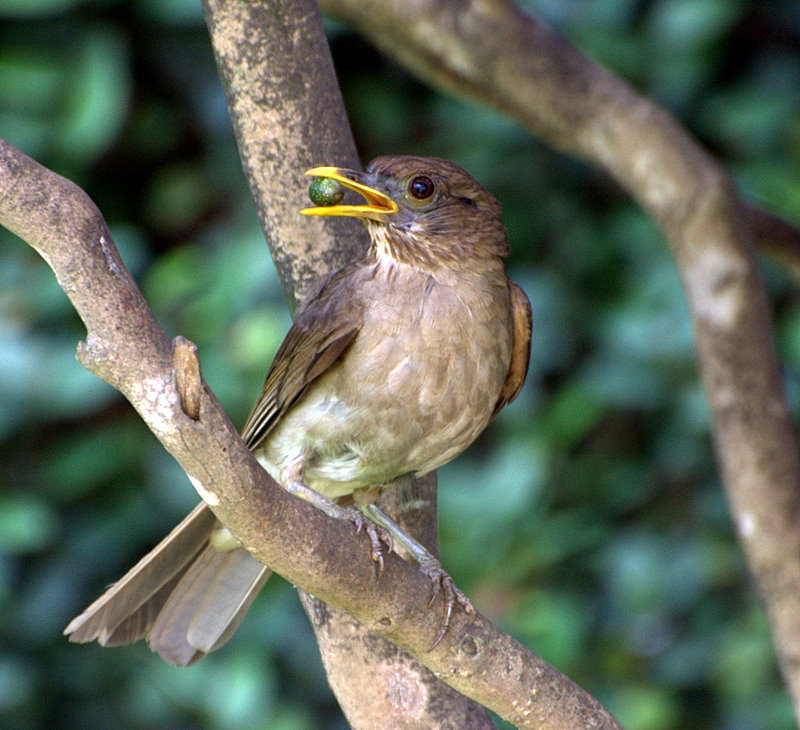
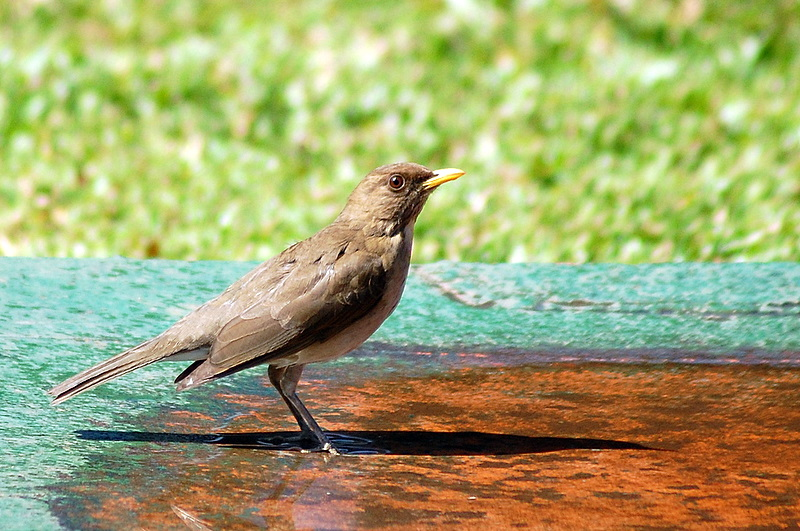